# Macromedaeus
Macromedaeus is een geslacht van kreeftachtigen uit de klasse van de Malacostraca (hogere kreeftachtigen).

## Soorten
- Macromedaeus crassimanus (A. Milne-Edwards, 1867)
- Macromedaeus demani (Odhner, 1925)
- Macromedaeus distinguendus (De Haan, 1835)
- Macromedaeus nudipes (A. Milne-Edwards, 1867)
- Macromedaeus quinquedentatus (Krauss, 1843)
- Macromedaeus voeltzkowi (Lenz, 1905)